# Core Audio Format
Pour les articles homonymes, voir CAF.
Le Core Audio Format (CAF) est un conteneur pour stocker des données audio.
Il a été développé par Apple pour s'affranchir des limitations de conteneurs audio plus anciens comme le AIFF ou le WAVE. Dans une certaine mesure, il est semblable au BWF (conteneur datant de 1997 qui s'appuie sur le WAVE, en l'enrichissant).
Les principales caractéristiques du conteneur CAF sont les suivantes :
- Blocs (chunks) de 64 bits : les fichiers AIFF, AIFF-C et WAV sont limités à 4 Gio théorique (même si dans la pratique, ils sont souvent limités à 2 Gio). À l'image du RF64, le conteneur CAF permet en théorie de stocker plusieurs centaines d'années d'audio[1].
- Adapté à l'enregistrement : à la différence du AIFF ou WAVE, le CAF n'a pas besoin d'éditer l'en-tête du fichier pour indiquer sa longueur. Cela permet d'éviter de se retrouver avec un fichier corrompu car l'en-tête du fichier n'a pas été mise à jour.
- Support de nombreux formats de données : le CAF est un conteneur qui peut encapsuler des données audio dans des codecs variés, et avec n'importe quel nombre de canaux audio.
- Support de nombreuses métadonnées : en plus des données audio, il peut stocker des métadonnées de textes, de marqueurs, de dispositions des canaux audio, ou encore des métadonnées destinées à faciliter l'utilisation ou l'édition du fichier audio.
- Liens entre métadonnées et données audio.

Au bilan, le conteneur CAF est similaire au conteneur BWF, particulièrement employé en audiovisuel professionnel (conteneur audio employé par défaut sur les équipements).
La véritable valeur ajoutée du conteneur CAF est qu'il permet d'encapsuler des flux audio "Apple", ce que ne permet pas le conteneur BWF - qui hérite du WAVE - qui ne peut encapsuler que des flux audio de type PCM, MP3, ATRAC, ADPCM ou encore des flux DOLBY (Dolby Digital (AC-3), Dolby Digital Plus, Dolby E).

### Conteneur audio
- AIFF
- WAVE
- BWF
- RF64
- Ogg